# Szent István-plébániatemplom (Kiskunfélegyháza)
A kiskunfélegyházi Szent István-plébániatemplom Pártos Gyula által tervezett, 1873-1880 között épült neoreneszánsz stílusú templom. Az egyházközséget 1883-ban alapította az akkori váci püspök.
A zártsorú főutcán áll, szabadon (Szent István tér). Két tornya, félköríves apszisa, empóriuma, kereszthajóval, főhajóval és két mellékhajóval. A négyezetet csegelyes boltozat fedi, a karzat csehsüvegboltozatos.
A Sarlós Boldogasszony-templom mellé már 1802-ben terveztek egy második templomot. 1872-ben alakult meg a Templomépítő Bizottság, Pártos Gyulát kérték fel terv elkészítésére. A templomról készült legtöbb terv elveszett, adatok a Váci Püspöki és Gazdasági Levéltárban találhatók. A telket a város adományozta. A felszentelést 1880-ban végezte Peitler Antal József váci püspök. 1885 augusztusában a templom plébániát is kapott.
A belső berendezés a hívek adományainak köszönhetően készültek el. 1885-ben a Szentháromság-szobor Maltár Pál és Vidéki Borbála adományából, 1886-ban az ezüstkereszt T. Szabó Imre tanácsnok és felesége adományából, és a fából faragott angyalszobor özv. Endre Jánosné szül. Csányi Veronika adományából. 1888-ban készült el az orgona, Ország Sándor műve.
Az első világháborúban elvitték a harangokat és orgonasípokat fegyverkészítés céljából. 1923-ban bizottság alakult új harangok megrendelésére, ezek 1925-ben készültek el. A belső festés csak a 20. században készült el. 1938-ban Lohr Ferenc és Tary Lajos készített terveket és vitelezte ki a műveket. A második világháborúban jelentős kár nem érte, bár az üvegablakok kitörtek és az orgona is megsérült, a festmények azonban épek maradtak.
2008-ban kapott műemléki védelmet.
A templomkertben látható egy Szentháromság-oszlop és egy Szent család-oszlop, 2006-ban avatták fel Szent István bronzszobrát.